# يوديابتوموس شابويزي
يوديابتوموس شابويزي هو نوع من القشريات من عائلة غادفات. وهو يعيش في المغرب.